# Rhipidia hirtilobata
Rhipidia hirtilobata är en tvåvingeart som först beskrevs av Alexander 1939.  Rhipidia hirtilobata ingår i släktet Rhipidia och familjen småharkrankar. Inga underarter finns listade i Catalogue of Life.